# Ледіпасвір
Ледіпасвір (англ. Ledipasvir, лат. Ledipasvirum) — синтетичний противірусний препарат, який є похідним бензімідазолу, та застосовується перорально. Ледіпасвір застосовується для лікування гепатиту C виключно в комбінації з софосбувіром. Ледіпасвір розроблений у лабораторії компанії «Gilead Sciences», і після кількарічних клінічних досліджень у 2014 році FDA схвалило комбінований препарат софосбувіру та ледіпасвіру для лікування гепатиту C.

## Фармакологічні властивості
Ледіпасвір — синтетичний противірусний препарат, який є похідним бензімідазолу. Механізм дії препарату полягає в інгібуванні білка NS5A, який грає важливу роль у реплікації вірусу гепатиту C. Препарат застосовується для лікування гепатиту C у комбінації з нуклеозидним аналогом софосбувіром, який є інгібітором РНК-залежної РНК-полімерази NS5B вірусу гепатиту С, що призводить до зупинки його реплікації. Ледіпасвір із софосбувіром стали першою комбінацією противірусних препаратів, які застосовуються для лікування гепатиту C без використання пегільованих інтерферонів, а також комбінацією, яка є ефективною при всіх генотипах вірусу гепатиту C, найбільш ефективна при генотипові 1. Комбінація ледіпасвіру з софосбувіром може застосовуватися як у дорослих, так і в дітей віком від 12 років. У клінічних дослідженнях застосування комбінації ледіпасвіру з софосбувіром призводила до більш ніж 90 % стійкої вірусологічної відповіді в пацієнтів без цирозу печінки, та вкрай рідко спостерігалась відсутність вірусологічної відповіді.

### Фармакокінетика
Ледіпасвір відносно всмоктується при пероральному застосуванні, біодоступність препарату точно не встановлена. Максимальна концентрація ледіпасвіру в крові досягається протягом 4—4,5 годин після прийому препарату. Ледіпасвір майже повністю (на 99,8 %) зв'язується з білками плазми крові. Препарат проникає через плацентарний бар'єр та виділяється в грудне молоко. Ледіпасвір частково метаболізується в печінці з утворенням неактивних метаболітів. Виводиться препарат із організму переважно у незміненому вигляді з калом, незначна частина ледіпасвіру виводиться з сечею. Період напіввиведення препарату становить 47 годин, цей час може збільшуватися при важкому порушенні функції нирок.

## Показання до застосування
Ледіпасвір застосовують при хронічному вірусному гепатиті C у комбінації з софосбувіром.

## Побічна дія
При застосуванні комбінації ледіпасвіру і софосбувіру побічні ефекти спостерігаються нечасто, найпоширенішими серед них є головний біль, шкірний висип, набряк Квінке, швидка втомлюваність.

## Протипокази
Ледіпасвір протипоказаний при підвищеній чутливості до препарату, а також при сумісному застосуванні з розувастатином, рифампіцином, рифабутином, звіробоєм, карбамазепіном, фенобарбіталом і фенітоїном. Не рекомендоване застосування ледіпасвіру при вагітності, годуванні грудьми, а також у дитячому віці.

## Форми випуску
Ледіпасвір випускають у комбінації з іншим противірусним препаратом софосбувіром (ледіпасвір/софосбувір) по 0,4 г софосбувіру та 0,09 г ледіпасвіру.